# Holonim
Holonim (z gr. holos – cały, onoma – imię) – wyraz oznaczający całość złożoną z pewnych części, np. samochód w stosunku do wyrazu koło lub osa w stosunku do wyrazu żądło. Pojęciem przeciwstawnym wobec holonimu jest meronim.